# Thomas Klein (Unternehmer)
Thomas Klein (* 1. August 1963 in Wien) ist ein österreichischer Unternehmer und Autor.

## Leben
Klein wurde als Sohn des Wiener Sodawasser- und Limonadenherstellers Erwin Klein (1924–1983) geboren, welcher ab 1957 in seinem Unternehmen die Kräuterlimonade Almdudler herstellte. Von 1977 bis 1982 besuchte er die Höhere Lehranstalt für Tourismus an den Tourismusschulen MODUL in Wien. Seine Mutter verhinderte, dass er Schauspieler wurde. Nach dem plötzlichen Tod seines Vaters im Jahr 1983 übernahm er dessen Unternehmen. Im Jahr 1986 entstand der Werbeslogan Wenn die kan Almdudler hab'n, geh i wieder ham. In einem Radiointerview im Juni 2003 auf Ö3 erzählte er von den Depressionen, die ihn nach dem plötzlichen Tod seines Vaters überkamen. Im Jahr 2004 hat Klein sich von der Geschäftsführung zurückgezogen und ist seither Vorsitzender des Aufsichtsrates. Die Geschäftsführung der Almdudler-Limonade A. & S. Klein GmbH & Co KG übertrug er 2004 an Gerhard Schilling, Tochter Lara Klein soll den Familienbetrieb nach Beendigung ihres Wirtschaftsstudiums übernehmen. Im Jahr 2012 war er als Österreicher des Jahres in der Kategorie Wirtschaftsmanagement nominiert und weiters wurde er noch im selben Jahr mit dem BRAND LIFE AWARD vom European Brand Institute für sein Lebenswerk ausgezeichnet.

## Privates
Klein ist homosexuell. Er wurde sich dessen jedoch erst im Alter von 23 Jahren bewusst, nachdem er bereits eine Familie gegründet hatte. Er ist Vater zweier Töchter und eines Sohnes.

## Werke
- Zwischen Schein und Sein: mein Weg aus der Depression, Prima Vista, Wien 2010, ISBN 978-3-9502658-1-1
- Gib nicht auf! Wie man aus den Tiefen seines Lebens wieder zu neuen Höhen finden kann. Prima Vista, Wien 2011, ISBN 978-3-9502658-7-3